# نزاع جبهة تحرير سوريا–هيئة تحرير الشام
في 19 فبراير 2018، اندلعت اشتباكات عنيفة بين جبهة تحرير سوريا المنشأة حديثا، وتتألف من أحرار الشام، وحركة نور الدين الزنكي، بدعم من ألوية صقور الشام، وهيئة تحرير الشام في غرب محافظة حلب. وسرعان ما انتشر النزاع إلى محافظة إدلب، واستولت جبهة تحرير سوريا على عدة مدن من هيئة تحرير الشام. وتم التوصل إلى وقف لإطلاق النار بين المجموعتين في 24 أبريل 2018.

## معلومات أساسية
في 28 يناير 2017، تشكلت هيئة تحرير الشام من قبل خمس جماعات معارضة سلفية في سوريا، بما في ذلك جبهة النصرة وحركة نور الدين الزنكي. غير أن نور الدين الزنكي، أثناء اشتباكات بين تحرير الشام وأحرار الشام، قد رفض مكافحة أحرار الشام، وانشق عن تحرير الشام. بين أغسطس ونوفمبر 2017 اندلعت اشتباكات عنيفة بين زينكي وتحرير الشام في الجزء الغربي من حلب وشمال إدلب.
في 18 فبراير عام 2018، أعلنت أحرار الشام وحركة نور الدين الزنكي عن اندماج أسس جبهة تحرير سوريا. ووفقاً لـ سام هيلر من مجموعة الأزمات الدولية، فإن تشكيل جبهة تحرير سوريا كان محاولة من أحرار الشام وحركة الزنكي لخلق «ثقل موازن» ضد هيمنة تحرير الشام في شمال غرب سوريا. وبحسب ما ورد، كانت تحرير الشام تستعد لمهاجمة الزنكي قبل الدمج.
أصدرت تحرير الشام بياناً أدانت فيه حركة نور الدين الزنكي ووصفتها بـ «المعتدين» والكذابين على استعدادهم لحل نزاعات المعارضة في محكمة شرعية، إضافة إلى وصفهم بالخونة، وقال أيضا أن هذا جزء من سلسلة طويلة من الصراعات مع حركة الزنكي وقد أدرجت عدة حوادث من الأوقات التي عملت فيها حركة الزنكي ضد تحرير الشام. وتضمنت التهم تجنيد مقاتلين سابقين في قوات سوريا الديمقراطية وقوات حماية الشعب لمحاربة تحرير الشام وكذلك هجمات ضد قواعد تابعة لتحرير الشام. كما جاء في البيان أن حركة زنكي قامت بزرع أجهزة متفجرة مرتجلة وحاولت اغتيال أعضاء في «تحرير الشام» باستخدام هذه الطريقة، وهي مسؤولة عن مقتل أحد مسؤولي تحرير الشام ويدعى أبو أيمن المصري بعد مهاجمة المحكمة وطفل ومعلم من كلية دينية. كما يشير البيان إلى أن حركة الزنكي هي منافقة فيما يتعلق بشؤون إدلب وحصار الغوطة الشرقية بعدم إرسال المقاتلين إلى الغوطة، ولكن نشرهم لمهاجمة تحرير الشام، أدانوا أيضاً حركة الزنكي لدعمهم لمناطق خفض التصعيد. كما أصدرت أحرار الشام بيانا حول دعمهم لحركة نور الدين الزنكي وتخطط لطرد تحرير الشام من المنطقة.
وقال مراقبون إن تركيا قد تستخدم الصراع كفرصة لتوسيع نفوذها على المنطقة مع مجموعات تتفق مع المصالح التركية في المنطقة بينما تقوم بتصفية الجماعات المتطرفة مثل هيئة تحرير الشام والقاعدة.